# Filocle (architetto)
Filocle di Acarne (in greco antico: Φιλοκλῆς?, Philoklês; Atene, ... – ...; fl. fine V secolo a.C.) è stato un architetto ateniese, forse autore dell'Eretteo.

## Biografia
Filocle non è menzionato dagli autori antichi, la sua attività risulta documentata da un'iscrizione del 409 a.C. conservata tra il Museo epigrafico di Atene e il British Museum, da cui si ricava che fosse architetto e del demo di Acarne.

## Opere
Sempre dalla stessa iscrizione, risulta che fosse tra i membri del consiglio che presiedeva ai lavori del tempio dell'Eretteo (fra il 421 a.C. e il 407 a.C.) sull'Acropoli di Atene.